# Ionuț Rada
Ionuț Rada (Craiova, Rumania; 6 de julio de 1982) es un futbolista rumano. Juega de defensa y su equipo actual es el CS Sănătatea Cluj de la Liga III de Rumania.

## Biografía
Ionuț Rada, que puede jugar de defensa central o de lateral izquierdo, empezó su carrera futbolística en las categorías inferiores de un equipo de su ciudad natal, el FC Universitatea Craiova. Debutó con la primera plantilla del club en Liga I el 17 de marzo de 2003 en el partido Universitatea Craiova 2-4 Gloria Bistrița. Luego disputó otros tres partidos más, aunque la falta de oportunidades obligó a su equipo a cederlo un tiempo al AS Rocar București. En su nuevo equipo disputó 13 partidos. A su regreso al FC Universitatea Craiova Ionuț Rada empezó a entrar de forma más frecuente en los onces iniciales. En total, con este equipo, disputó 42 partidos de liga y anotó un gol.
En 2004 el Rapid de Bucarest se hace con los servicios de Ionuț Rada, quien no llega solo, ya que llega acompañado de su compañero de equipo Ionuț Cristian Stancu. Al poco de llegar, Rada se marcha en calidad de cedido al FC Progresul București. A su regreso ya dispone de más oportunidades de jugar en el Rapid. En 2006 se procalama campeón de la Copa de Rumania y queda subcampeón de liga. Además el equipo participó en la Copa de la UEFA realizando un gran papel, llegando a cuartos de final, donde fue eliminado por otro equipo rumano, el Steaua de Bucarest.
En la campaña siguiente, concretamente el 27 de julio, Ionuț Rada sufrió una lesión que le impidió participar en el inicio de la temporada, aunque si le permitió jugar hasta el final y ayudar a su equipo a revalidar el título de Copa. En verano el Rapid gana también la Supercopa de Rumania. Rada realizó un gran papel en 2007, con lo que su club decidió premiarle con un aumento de sueldo el 21 de febrero. De esta forma Ionuț Rada se convirtió en uno de los jugadores mejor pagados de la plantilla. 
El 25 de julio de 2007 firma un contrato con su actual club, el Steaua de Bucarest, equipo que realizó un desembolso económico de 1,6 millones de euros para poder hacerse con sus servicios. Con este equipo debuta en la Liga de Campeones de la UEFA en un partido contra el Slavia Praga, en el que su equipo perdió por dos goles a uno.

## Selección nacional
Ha sido internacional con la selección de fútbol de Rumania en 2 ocasiones. Su debut como internacional se produjo el 20 de agosto de 2003 en el partido Ucrania 0-2 Rumania.

## Clubes
| Club                            | País                   | Año       |
| ------------------------------- | ---------------------- | --------- |
| FC Universitatea Craiova        | Rumania                | 2001-2003 |
| AS Rocar București (cedido)     | Rumania                | 2001      |
| Rapid Bucarest                  | Rumania                | 2004-2007 |
| FC Progresul București (cedido) | Rumania                | 2005      |
| Steaua Bucarest                 | Rumania                | 2007-2009 |
| CS Otopeni (cedido)             | Rumania                | 2009      |
| Al-Nasr SC                      | Emiratos Árabes Unidos | 2010      |
| CFR Cluj                        | Rumania                | 2010-2015 |
| Karlsruher SC (cedido)          | Alemania               | 2012      |
| Bari                            | Italia                 | 2015-2016 |
| Fidelis Andria                  | Italia                 | 2016-2018 |
| CS Sănătatea Cluj               | Rumania                | 2018-     |

## Palmarés

### Campeonatos nacionales
| Título               | Club           | País    | Año  |
| -------------------- | -------------- | ------- | ---- |
| Copa de Rumania      | Rapid Bucarest | Rumania | 2006 |
| Copa de Rumania      | Rapid Bucarest | Rumania | 2007 |
| Supercopa de Rumania | Rapid Bucarest | Rumania | 2007 |